# Hjördis Genberg
Hjördis Paulina Genberg (10 de noviembre de 1919-24 de diciembre de 1997) fue una actriz y modelo sueca. Fue la segunda esposa del actor y escritor inglés David Niven. Genberg fue una de las primeras supermodelos de Suecia.

## Vida
Hjördis Genberg nació el 10 de noviembre de 1919 en Åsarna, provincia de Jämtland, Suecia. Era la cuarta de los cinco hijos de Gerda Paulina (née Hägglund) y Johan Georg Genberg. Genberg cursó el bachillerato en la cercana Salsåker, una pequeña localidad de Nordingrå.
En 1943 se dio a conocer como actriz en la película Sjätte skottet.
En 1946 se casó con el empresario Carl-Gustav Tersmeden. Se divorciaron en 1947.
En enero de 1948, Genberg se casó con el emblemático actor británico David Niven, con quien adoptó dos hijas, Kristina y Fiona Niven. Según sus amigos, la relación entre Niven y Hjördis era turbulenta y con sentimientos no correspondidos.
Tras 35 años de matrimonio, Niven falleció el 29 de julio de 1983 en Château-d'Œx, Suiza, de ELA.
En 1994, la prensa sensacionalista la relacionó con Príncipe Rainiero de Mónaco, pero un portavoz de Rainiero dijo que no había boda en los planes.
Hjördis Genberg falleció el 24 de diciembre de 1997 de una hemorragia cerebral a los 78 años en Céligny, Suiza. Sus cenizas fueron esparcidas en el Mar Mediterráneo.[cita requerida]

## Filmografía (selección)
- 1943: Sjätte skottet
- 1943: Fångad av en röst
- 1945: Brita i grosshandlarhuset
- 1945: 13 stolar

## En la cultura popular

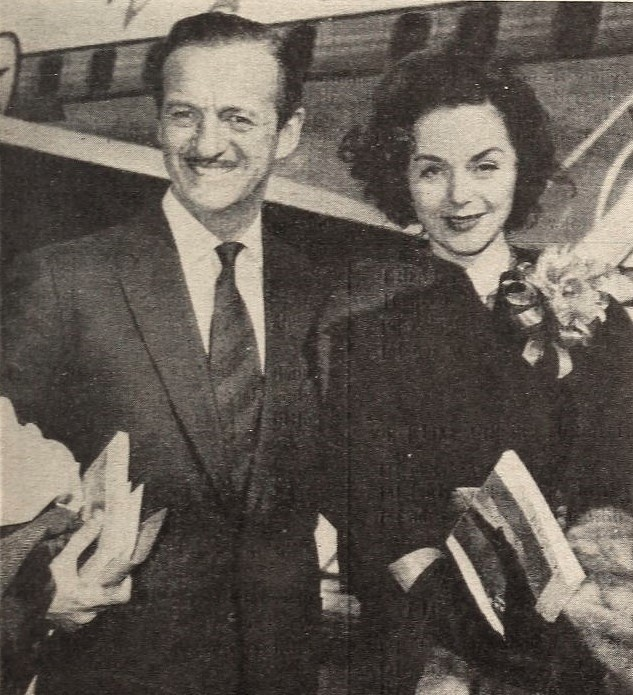
Hjördis Genberg con su esposo David Niven, 1960

- Niven, David (2005-04-28). The Moon's a Balloon. Penguin UK. ISBN 978-0-14-193734-2.
- Niven, David (2009-01). Bring on the Empty Horses. Little, Brown Book Group Limited. ISBN 978-1-4055-0597-0.
- Lord, Graham (2004-12-14). NIV: The Authorized Biography of David Niven. St. Martin's Press. ISBN 978-0-312-32863-4.
- Munn, Michael (2014-07-10). David Niven: The Man Behind the Balloon. Aurum Press. ISBN 978-1-78131-372-5.